# Frederick Noel Ashcroft

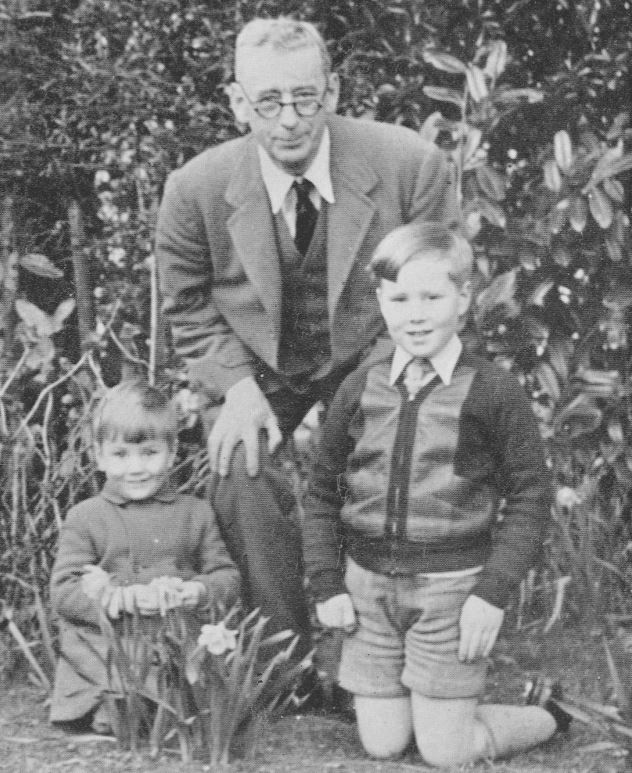
Frederick Noel Ashcroft um 1940

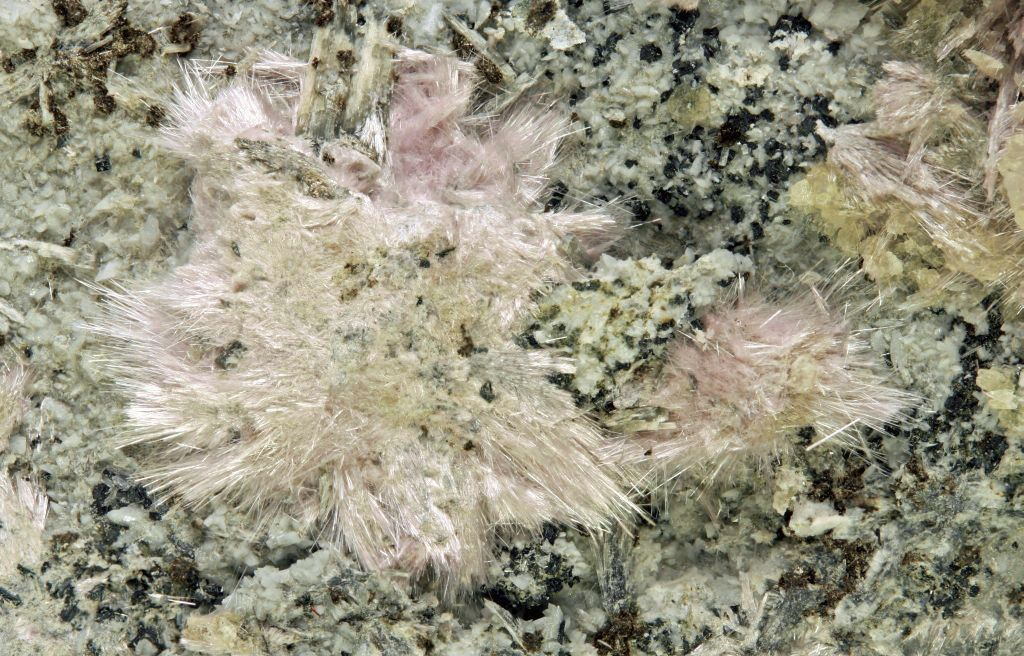
Ashcroftin-(Y) wurde zuerst in Südgrönland entdeckt und nach Frederick Noel Ashcroft benannt

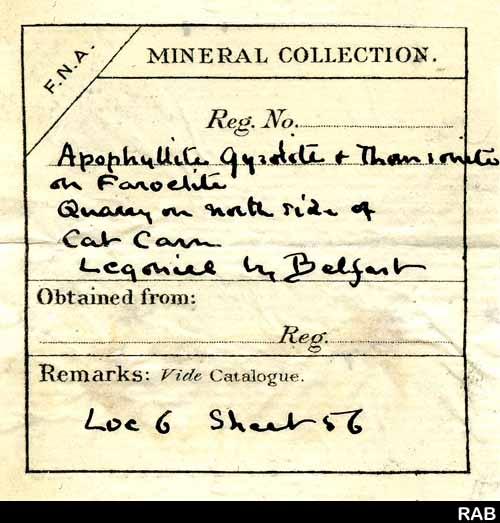
Etikett für ein Exemplar in Ashcrofts Sammlung irischer Zeolithen

Frederick Noel Ashcroft (* 28. August 1878 in Wavertree, Liverpool; † 4. April 1949 in London) war ein britischer Mineraliensammler und wissenschaftlicher Fotograf. Seine umfangreichen Sammlungen aus der Zeit von 1914 bis 1938 befinden sich im Natural History Museum (früher: British Museum, Natural History) in London.

## Leben und Werk
Ashcroft wurde 1878 in Wavertree, Liverpool, als Sohn deutschstämmiger Eltern geboren. Nach dem Besuch der Rugby-Schule (1892) begann er 1897 am Magdalen College in Oxford zu studieren, wo er unter anderem Mineralogie bei Henry Alexander Miers studierte und 1901 in Chemie abschloss. Anschließend studierte er an der University College London anorganische Chemie.
Von 1901 bis 1914 spezialisierte sich Ashcroft als Mineraloge auf Zeolithen und erstellte eine Sammlung von rund 2000 Exemplaren aus 80 Fundorten vor allem in Europa und Amerika. 1914 übergab er diese Sammlung dem Britischen Museum (Natural History).
In einer zweiten Phase sammelte er Mineralien in Irland im County Antrim an rund 90 Fundlokalitäten. Auch diese Sammlung vermachte er ebenfalls dem British Museum (1949).
1921 machte Ashcroft mit seiner Familie Ferien in der Schweiz und begann sich für die dortigen Mineralien zu interessieren. Es folgten jährliche Aufenthalte in der Schweiz, bei denen er die führenden Mineralogen und lokalen Mineraliensammler kennen lernte. Er logierte hauptsächlich im Berghotel Maderanertal, wo er von den lokalen Strahlern und Bergführern eine große Anzahl Mineralien (Bergkristalle usw.) aus dem Maderanertal und dem Intschitobel erwarb. Sie mussten ihm für jedes Exemplar den genauen Fundort angeben, den er dann oft selbst untersuchte und fotografierte. Mit diesen Fotografien konnten die Fundorte seiner Mineralien lokalisiert werden. Für diese Arbeit benutzte er bewusst eine Halbplattenstativkamera (als es bereits leichter Apparate gab) mit einem schweren Stativ, da diese größere Negative lieferte.
Die Schweizer Sammlung mit 6625 Exemplaren übergab er zwischen 1921 und 1938 dem Britischen Museum (Natural History), wo sich auch die dazugehörenden Kataloge und Fotonegative befinden.
Ashcroft war Mitglied der Royal Mineralogical Society, in der er zwanzig Jahre lang als ehrenamtlicher Schatzmeister und von 1942 bis 1945 als Präsident fungierte. Er war Mitglied der  Geological Society of London, wo er von 1929 bis 1947 ehrenamtlicher Schatzmeister war. Er war Schatzmeister an der 18. Sitzung des Internationalen Geologischen Kongresses, der im August 1948 in London stattfand.
Ashcroft heiratete 1904 Muriel, die Tochter von Johann Conrad Im Thurn, Nichte des Everard Im Thurn. Sie hatten zwei Töchter und zwei Söhne.

## Ehrungen
Ihm zu Ehren wurde ein ursprünglich als Kalithomsonit bezeichnetes Mineral im Jahre 1933 von Max Hutchinson Hey und Frederick Allen Bannister in Ashcroftin-(Y) umbenannt. Ein bisher als hypothetisches Mineral geltendes Ce-dominantes Analogon wird als Ashcroftin-(Ce) bezeichnet.

## Schriften
- Frederick Noel Ashcroft, M. A. Fleischmann: The condensation products of triacetic lactone with acetoacetic ester and β-aminocrotonic ester. In: Journal of the Chemical Society, Transactions. Band 91, 1907, S. 250 (englisch, Abstract [abgerufen am 23. September 2024]).
- Frederick Noel Ashcroft: The natrolite occurrence near Kinbane (White Head), County Antrim. In: Mineralogical Magazine. Band 17, Nr. 82, 1916, S. 305–308, doi:10.1180/minmag.1916.017.82.04 (englisch).
- Topographical notes contributed to a paper by G. F. Herbert Smith entitled "Chg. baziteand associated minerals from County Antrim": Mineralogical Magazine, Volume 17, Seite 276–283, 1916.
- Microphotographs. Mineralogical Magazine, Volume 23, V, XVIII, XIX and XX, 1932 bis 1934.
- Arthur Holmes: Principles of Physical Geology. Thomas Nelson and Sons, Ltd. London und Edinburg, 1944. Hier finden sich weitere Beispiele von Ashcrofts Fotografien.